# Sphagnum nepalense
Sphagnum nepalense là một loài rêu trong họ Sphagnaceae. Loài này được H. Suzuki mô tả khoa học đầu tiên năm 1966.